# 基 (線性代數)

在R^{2}中标准基的图示。红蓝向量是这个基的元素。

在线性代数中，基（拉丁語：basis，又稱基底）是向量空间裡某一群特殊的向量（称为基向量），使得向量空间中的任意向量，都可以唯一地表示成基向量的线性组合（或線性組合的極限）。
通过基底可以直接地描述向量空间 {\displaystyle \mathrm {V} } 上定义的线性映射 {\displaystyle f} ，詳請參見线性映射#矩陣一節。

## 定义

### Hamel基
Hamel基的定義 — {\displaystyle \mathrm {V} } 是定义在域 {\displaystyle K}（也就是标量的母空間，如实数系 {\displaystyle \mathbb {R} } 或复数系 {\displaystyle \mathbb {C} }）上的向量空间，如果 {\displaystyle \mathrm {V} } 的子集 {\displaystyle {\mathfrak {B}}} 满足：
1. {\displaystyle 0_{V}\notin {\mathfrak {B}}} （也就是零向量不會在 {\displaystyle {\mathfrak {B}}} 裡）
2. 若 {\displaystyle v\in \mathrm {V} } 且 {\displaystyle v\neq 0_{V}}，則存在唯一的一組相異向量 {\displaystyle e_{1},\,e_{2},\,\ldots ,\,e_{n}\in {\mathfrak {B}}} 和唯一的一組非零标量 {\displaystyle \lambda _{1},\,\lambda _{2},\,\ldots ,\,\lambda _{n}\in K} 使得 {\displaystyle \lambda _{1}\cdot e_{1}+\lambda _{2}\cdot e_{2}+\cdots +\lambda _{n}\cdot e_{n}=v} 。

则稱 {\displaystyle {\mathfrak {B}}} 是向量空间 {\displaystyle \mathrm {V} } 的一组Hamel基。{\displaystyle {\mathfrak {B}}} 裡的元素被稱為基向量 ，若基向量的總數是有限個，{\displaystyle {\mathfrak {B}}} 則會被稱為有限基或直接簡稱為基。
上面的第二個條件，也可以等價地改寫為以下兩條：
| 线性无关(linear independence) | 對任意相異的{\displaystyle e_{1},\,e_{2},\,\ldots ,\,e_{n}\in {\mathfrak {B}}} 和任意的 {\displaystyle \lambda _{1},\,\lambda _{2},\,\ldots ,\,\lambda _{n}\in K}，若 {\displaystyle \lambda _{1}\cdot e_{1}+\lambda _{2}\cdot e_{2}+\cdots +\lambda _{n}\cdot e_{n}=0_{V}}，则{\displaystyle \lambda _{1}=\lambda _{2}=\ldots =\lambda _{n}=0_{K}} |
| 生成律(spanning property)     | 对任意{\displaystyle v\in \mathrm {V} }，存在相異向量 {\displaystyle e_{1},\,e_{2},\,\ldots ,\,e_{n}\in {\mathfrak {B}}}和标量 {\displaystyle \lambda _{1},\,\lambda _{2},\,\ldots ,\,\lambda _{n}\in K} 使得 {\displaystyle \lambda _{1}e_{1}+\lambda _{2}e_{2}+\cdots +\lambda _{n}e_{n}=v}                                                       |

等價性來自於線性無關：
若有第二組相異 {\displaystyle E_{1},\,E_{2},\,\ldots ,\,E_{m}\in {\mathfrak {B}}} 基向量和第二組标量 {\displaystyle c_{1},\,c_{2},\,\ldots ,\,c_{m}\in K} 也滿足 {\displaystyle c_{1}\cdot E_{1}+c_{2}\cdot E_{2}+\cdots +c_{m}\cdot E_{m}=v} 的話，把這住兩組基向量合併，並重新排列，於兩組間重複的記為 {\displaystyle w_{1},\,w_{2},\,\ldots ,\,w_{l}\in {\mathfrak {B}}} ，其他不重複的部分，第一組的記為 {\displaystyle v_{1},\,v_{2},\,\ldots ,\,v_{n-l}\in {\mathfrak {B}}} ；而第二組的記為 {\displaystyle u_{1},\,u_{2},\,\ldots ,\,u_{m-l}\in {\mathfrak {B}}} ；然後設 {\displaystyle w_{1},\,w_{2},\,\ldots ,\,w_{l}\in {\mathfrak {B}}} 於原來第一組對應的标量係數是 {\displaystyle \alpha _{1},\,\alpha _{2},\,\ldots ,\,\alpha _{l}\in K} ；原第二組則是對應  {\displaystyle a_{1},\,a_{2},\,\ldots ,\,a_{l}\in K} 。另外 {\displaystyle v_{1},\,v_{2},\,\ldots ,\,v_{n-l}\in {\mathfrak {B}}} 對應的标量係數則為 {\displaystyle \beta _{1},\,\beta _{2},\,\ldots ,\,\beta _{n-l}\in K} ；{\displaystyle u_{1},\,u_{2},\,\ldots ,\,u_{m-l}\in {\mathfrak {B}}} 對應的标量係數則為 {\displaystyle b_{1},\,b_{2},\,\ldots ,\,b_{m-l}\in K} ； 這樣把 {\displaystyle v\in \mathrm {V} } 的第一組線性組合表達式減去第二組會有
{\displaystyle \sum _{i=1}^{l}(\alpha _{i}-a_{i})\cdot w_{i}+\sum _{j=1}^{n-l}\beta _{j}\cdot v_{j}+\sum _{k=1}^{m-l}(-b_{k})\cdot u_{k}=0_{V}}
這樣依據線性無關，就有
{\displaystyle \alpha _{1}-a_{1}=\alpha _{2}-a_{2}=\cdots =\alpha _{l}-a_{l}=0_{K}}
{\displaystyle \beta _{1}=\beta _{2}=\cdots =\beta _{n-l}=0_{K}}
{\displaystyle b_{1}=b_{2}=\cdots =b_{m-l}=0_{K}}
這就確保任意 {\displaystyle v\in \mathrm {V} } 的線性組合表達式都是用同一組的基向量，且其标量係數也是唯一的。

### Schauder基
除了上小節單以線性組合定義的Hamel基，也有以無窮級數展開任意向量為動機來定義基：
Schauder基的定義 — {\displaystyle \mathrm {V} } 是定义在域 {\displaystyle K} 上的巴拿赫空间（范数記為{\displaystyle \|v\|}），若向量序列 {\displaystyle {\{e_{i}\in V\}}_{i\in \mathbb {N} }} 滿足：
- 對所有自然数 {\displaystyle i\in \mathbb {N} }  ，{\displaystyle e_{i}\neq 0_{V}} （也就是零向量不會在 {\displaystyle {\{e_{i}\in V\}}_{i\in \mathbb {N} }} 裡）
- 對每個 {\displaystyle v\in \mathrm {V} } ，都存在唯一組标量{\displaystyle {\{\lambda _{i}\in K\}}_{i\in \mathbb {N} }}，使得對所有的 {\displaystyle \epsilon >0} ，存在 {\displaystyle m\in \mathbb {Z} ^{+}} 使得 {\displaystyle n\in \mathbb {N} } 且 {\displaystyle n>m} 則 {\displaystyle \left\|\sum _{i=0}^{n}\lambda _{i}\cdot e_{i}-v\right\|<\epsilon } （仿造數列極限而定義）

那向量序列 {\displaystyle {\{e_{i}\in V\}}_{i\in \mathbb {N} }} 則被稱為是向量空间 {\displaystyle \mathrm {V} } 的一组Schauder基。
第二項條件通常會簡寫為
對每個 {\displaystyle v\in \mathrm {V} } ，都存在唯一組标量{\displaystyle {\{\lambda _{i}\in K\}}_{i\in \mathbb {N} }}，使 {\displaystyle v=\lim _{n\to \infty }\sum _{i=0}^{n}\lambda _{i}\cdot e_{i}}
甚至寫為
{\displaystyle v=\sum _{i=0}^{\infty }\lambda _{i}\cdot e_{i}}

### 例子
在傅立叶级数的研究中，函数{\displaystyle \{1\}\cup \{\sin(nx),\cos(nx)|n\in \mathbb {N} \}}是所有的在区间[0, 2π]上为平方可积分的（实数或复数值）的函数的（实数或复数）向量空间的“正交基”，这种函数{\displaystyle f(x)}满足
{\displaystyle \int _{0}^{2\pi }\left|f(x)\right|^{2}\,dx<\infty .}
函数族{\displaystyle \{1\}\cup \{\sin(nx),\cos(nx)|n\in \mathbb {N} \}}是线性无关的，所有在[0, 2π]上平方可积分的函数是它们的“无限线性组合”，在如下意义上
{\displaystyle \lim _{n\rightarrow \infty }\int _{0}^{2\pi }{\biggl |}a_{0}+\sum _{k=1}^{n}{\bigl (}a_{k}\cos(kx)+b_{k}\sin(kx){\bigr )}-f(x){\biggr |}^{2}\,dx=0}
对于适合的（实数或复数）系数ak, bk。但是多数平方可积分函数不能表达为这些基函数的有限线性组合，因为它们不构成Hamel基。这个空间的所有Hamel基都大于这个函数的只可数无限集合。此类空间的Hamel基没有什么价值，而这些空间的正交基是傅立叶分析的根本。

## 維度
如果基中元素个数有限，就称向量空间为有限维向量空间，並将元素的个数称作向量空间的维度。如果原本的基底為：
{\displaystyle {\mathfrak {B}}=\left\{e_{1},\,e_{2},\ldots ,\,e_{N}\right\}}
那時也可依據元素個數的數數是以一對一對應來定義的本質，反過來用基向量序列 {\displaystyle {\{e_{i}\in V\}}_{i=1}^{N}} 來間接代表{\displaystyle {\mathfrak {B}}}。
事实上，不是所有空间都拥有由有限个元素构成的基底。这样的空间称为无限维空间。某些无限维空间上可以定义由无限个元素构成的基。在现代集合论中，如果承认选择公理，就可以证明任何向量空间都拥有一组基。一个向量空间的基不止一组，但同一个空间的两组不同的基，它们的元素个数或势（当元素个数是无限的时候）会是相等的。一组基里面的任意一部分向量都是线性无关的；反之，如果向量空间拥有一组基，那么在向量空间中取一组线性无关的向量，一定能得到一组基。特别地，在内积向量空间中，可以定义正交的概念。通过特别的方法，可以将任意的一组基变换成正交基乃至标准正交基。

## 性质
设{\displaystyle {\mathfrak {B}}}是向量空间{\displaystyle \mathrm {V} }的子集。则{\displaystyle {\mathfrak {B}}}是基，当且仅当满足了下列任一条件：
- {\displaystyle \mathrm {V} }是{\displaystyle {\mathfrak {B}}}的极小生成集，就是说只有{\displaystyle {\mathfrak {B}}}能生成{\displaystyle \mathrm {V} }，而它的任何真子集都不能生成全部的向量空间。
- {\displaystyle {\mathfrak {B}}}是{\displaystyle \mathrm {V} }中线性无关向量的极大集合，就是说{\displaystyle {\mathfrak {B}}}在{\displaystyle \mathrm {V} }中是线性无关(線性獨立)集合，而且{\displaystyle \mathrm {V} }中没有其他线性无关(線性獨立)集合包含它作为真子集。
- {\displaystyle \mathrm {V} }中所有的向量都可以按唯一的方式表达为{\displaystyle {\mathfrak {B}}}中向量的线性组合。如果基是有序的，则在这个线性组合中的系数提供了这个向量关于这个基的坐标。

如果承认良序定理或任何选择公理的等价物，那么作为推论，可以证明任何的向量空间都拥有一组基。（证明：良序排序这个向量空间的元素。建立不线性依赖于前面元素的所有元素的子集。它就是基）。反过来也是真的。一个向量空间的所有基都拥有同样的势（元素个数），叫做这个向量空间的维度。这个结果叫做维度定理，它要求系统承认严格弱形式的选择公理即超滤子引理。

### 例子
- 考虑所有坐标 (a, b)的向量空间R2，这里的a和b都是实数。则非常自然和简单的基就是向量e1 = (1,0)和e2 = (0,1):假设v = (a, b)是R2中的向量，则v = a (1,0) + b(0,1)。而任何两个线性无关向量如 (1,1)和(−1,2)，也形成R2的一个基。

- 更一般的说，给定自然数n。n个线性无关的向量e1, e2, ..., en可以在实数域上生成Rn。因此，它们也是的一个基而Rn的维度是n。这个基叫做Rn的标准基。

- 设V是由函数et和e2t生成的实数向量空间。这两个函数是线性无关的，所有它们形成了V的基。

- 设R[x]指示所有实数多项式的向量空间；则 (1, x, x2, ...)是R[x]的基。R[x]的维度的势因此等于{\displaystyle \aleph _{0}}.

## 标准基
在行向量空间{\displaystyle \mathbb {R} ^{n}}中有单位行向量
{\displaystyle E_{(1)}=(1,0,...,0),E_{(2)}=(0,1,...,0),...,E_{(n)}=(0,0,...,1)}
那么在该空间中，任意向量{\displaystyle X=(x_{1},x_{2},...,x_{n})},都可以唯一表示成{\displaystyle X=x_{1}E_{(1)}+x_{2}E_{(2)}+...+x_{n}E_{(n)}}.然后我们可以看出，{\displaystyle \mathbb {R} ^{n}}可以由它的向量子空间构成
{\displaystyle \mathbb {R} ^{n}}{\displaystyle =<E_{(1)},E_{(2)},...,E_{(n)}>}.
同样的，单位列向量就可以表达为{\displaystyle \mathbb {R} ^{n}}{\displaystyle =[E_{(1)},E_{(2)},...,E_{(n)}]}.
线性无关的单位行向量{\displaystyle E_{(1)},E_{(2)},...,E_{(n)}}生成{\displaystyle \mathbb {R} ^{n}}. 那么{\displaystyle {E_{(1)},E_{(2)},...,E_{(n)}}}是{\displaystyle \mathbb {R} ^{n}}的基，称这个基为标准基.

## 基的扩张
如上所述，一个向量空间的每一组基都是一个极大的线性无关集合，同时也是极小的生成集合。可以证明，如果向量空间拥有一组基，那么每个线性无关的子集都可以扩张成一组基（也称为基的扩充定理），每个能够生成整个空间的子集也必然包含一组基。特别地，在任何线性无关集合和任何生成集合之间有一组基。以数学语言来说：如果{\displaystyle {\mathfrak {L}}}是在向量空间{\displaystyle \mathrm {V} }中的一个线性无关集合而集合{\displaystyle {\mathfrak {G}}}是一个包含{\displaystyle {\mathfrak {L}}}而且能够生成{\displaystyle \mathrm {V} }的集合，则存在{\displaystyle \mathrm {V} }的一组基{\displaystyle {\mathfrak {B}}}，它包含了{\displaystyle {\mathfrak {L}}}而且是{\displaystyle {\mathfrak {G}}}的子集：{\displaystyle {\mathfrak {L}}\subseteq {\mathfrak {B}}\subseteq {\mathfrak {G}}}。
以上两个结论可以帮助证明一个集合是否是给定向量空间的基。如果不知道某个向量空间的维度，证明一个集合是它的基需要证明这个集合不仅是线性无关的，而且能够生成整个空间。如果已知这个向量空间的维度（有限维），那么这个集合的元素个数必须等于维数，才可能是它的基。在两者相等时，只需要证明这个集合线性无关，或这个集合能够生成整个空间这两者之一就够了。这是因为线性无关的子集必然能扩充成基；而这个集合的元素个数已经等于基的元素个数，需要添加的元素是0个。这说明原集合就是一组基。同理，能够生成整个空间的集合必然包含一组基作为子集；但假如这个子集是真子集，那么元素个数必须少于原集合的元素个数。然而原集合的元素个数等于维数，也就是基的元素个数，这是矛盾的。这说明原集合就是一组基。

## 有序基和坐标
基底是作为向量空间的子集定义的，其中的元素并不按照顺序排列。为了更方便相关的讨论，通常会将基向量进行排列。比如说将：{\displaystyle {\mathfrak {B}}=\{e_{1},e_{2},\cdots ,e_{n}\}}写成有序向量组：{\displaystyle (e_{1},e_{2},\cdots ,e_{n})}。这样的有序向量组称为有序基。在有限维向量空间和可数维数的向量空间中，都可以自然地将基底表示成有序基。在有序基下，任意的向量都可以用确定的数组表示，称为向量的坐标。例如，在使用向量的坐标表示的时候习惯谈论“第一个”或“第二个”坐标，这只在指定了基的次序前提下有意义。在这个意义下，有序基可以看作是向量空间的坐标架。
设{\displaystyle \mathrm {V} }是在域{\displaystyle \mathbb {F} }上的n维向量空间。在{\displaystyle \mathrm {V} }上确定一个有序基等价于确定一个从坐标空间{\displaystyle \mathbb {F} ^{n}}到{\displaystyle \mathrm {V} }的一个选定线性同构{\displaystyle \phi }。
证明：这个证明利用了{\displaystyle \mathbb {F} ^{n}}的标准基是有序基的事实。
首先假设
{\displaystyle \phi :\;\;\mathbb {F} ^{n}\rightarrow \mathrm {V} }是线性同构。可以定义{\displaystyle \mathrm {V} }的一组有序基{\displaystyle \{v_{i}\}_{1\leqslant i\leqslant n}}如下：
{\displaystyle v_{i}=\phi (e_{i}),\;\;\forall i,\;1\leqslant i\leqslant n.}
其中的{\displaystyle \{e_{i}\}_{1\leqslant i\leqslant n}}是{\displaystyle \mathbb {F} ^{n}}的标准基。
反过来说，给定一个有序基，考虑如下定义的映射
φ(x) = x1v1 + x2v2 + ... + xnvn,
这里的x = x1e1 + x2e2 + ... + xnen是Fn的一个元素。不难检查出φ是线性同构。
这两个构造明显互逆。所以V的有序基一一对应于线性同构Fn → V。
确定自有序基{vi}线性映射φ的逆映射为V装备了坐标：如果对于向量v ∈ V, φ-1(v) = (a1, a2,...,an) ∈ Fn，则aj = aj(v)的分量是v的坐标，在v = a1(v) v1 + a2(v) v2 + ... + an(v) vn的意义上。
从向量v到分量aj(v)的映射是从V到F的线性映射，因为φ-1是线性的。所以它们是线性泛函。它们形成V的对偶空间的基，叫做对偶基。